# Zoológico de São Paulo
El Parque Zoológico de São Paulo es el mayor zoológico de Brasil y de América Latina. Se encuentra ubicado en un área de 824.529 m² de Mata Atlántica original, con 4 kilómetros de bosques. Aloja las nacientes del histórico riachuelo Ipiranga, al sur de la ciudad de São Paulo.
Exhibe más de 3.200 animales, siendo 102 especies de mamíferos, 216 especies de aves, 95 especies de reptiles, 15 especies de anfibios y 16 especies de invertebrados, en recintos que reproducen los hábitats naturales de dichos animales. El total de especies es de 444. La hacienda del Zoo, de 572 ha, produce hortalizas usadas en la fabricación de raciones variadas para los animales, además de material para los recintos en donde se encuentran los animales. En ella están los animales que precisan de mayor área para apareamiento.
El zoológico tiene guardería para crías rechazadas por las madres jóvenes, criaderos eléctricos calefactados y salas de incubación para huevos de aves y reptiles. La función educativa tiene mucho énfasis en el parque. Su biblioteca de más de cuatro mil volúmenes está abierta al público.
Sus alianzas con otras instituciones estatales, federales y extranjeras incluyen investigaciones que facilitan la preservación de especies en peligro de extinción. Actualmente el zoológico es el cuarto más grande del mundo.

## Historia
El Zoo de São Paulo, como también es llamado comúnmente, fue creado en junio de 1957, a partir de una instrucción del entonces gobernador Jânio Quadros al Director del Departamento de Caza y Pesca de la Secretaría de Agricultura, Emílio Varoli.
Los primeros animales de origen exótico, como los leones, camellos, osos y elefantes, fueron adquiridos de circos particulares y los animales de la fauna silvestre brasileña, como panteras y gallos de la sierra, fueron adquiridos en Manaos.
La inauguración del zoo, inicialmente programada para enero de 1958, fue retrasada debido a las fuertes lluvias de aquel año. Finalmente el 16 de marzo fue inaugurado oficialmente el Zoológico de São Paulo presentando 482 animales, entre ellos:
- 9 venados,
- 2 jaguares y 1 pantera negra,
- 3 ocelotes,
- 2 leopardo tigre,
- 1 osos,
- 23 papagayos y
- rinoceronte Cacareco, que fue famoso por el episodio de haber sido electo concejal en las elecciones de octubre de 1958.

En su primer año de funcionamiento, la entrada era gratuita y, a partir de la creación de la Fundación Parque Zoológico de São Paulo, en 1959, se comenzó a cobrar boleto de entrada.

## Actualidad
El zoo se convirtió en la primera institución brasileña en proponer y participar en diversos programas de recuperación de especies brasileñas seriamente amenazadas de extinción, tales como los micos-león, los pequeños félidos neotropicales, guacamayo añil y el guacamayo de spix, cóndor, el único leopardo de las nieves de Brasil, etc.
Desde 1994 es reconocido por el Libro Guinness de los récords como el mayor zoológico de Brasil, y cuarto a nivel mundial. En ese mismo año, la Fundación Parque Zoológico de São Paulo fue clasificada con la categoría "E", la más alta, junto al Instituto Brasileño de Medio Ambiente y Recursos Naturales Renovables (IBAMA) para entidades de manejo ambiental y preservación de especies.
En mayo de 2001, el área contigua al zoológico que estaba ocupada por la empresa Simba Safari fue reincorporada a la Fundación Parque Zoológico de São Paulo, siendo reabierta al público como "Zoo Safári" el 5 de junio de ese mismo año, ofreciendo paseos sobre trencitos, donde se puede apreciar los animales en la selva, o en automóvil por entre animales sueltos.

## Infraestructura física

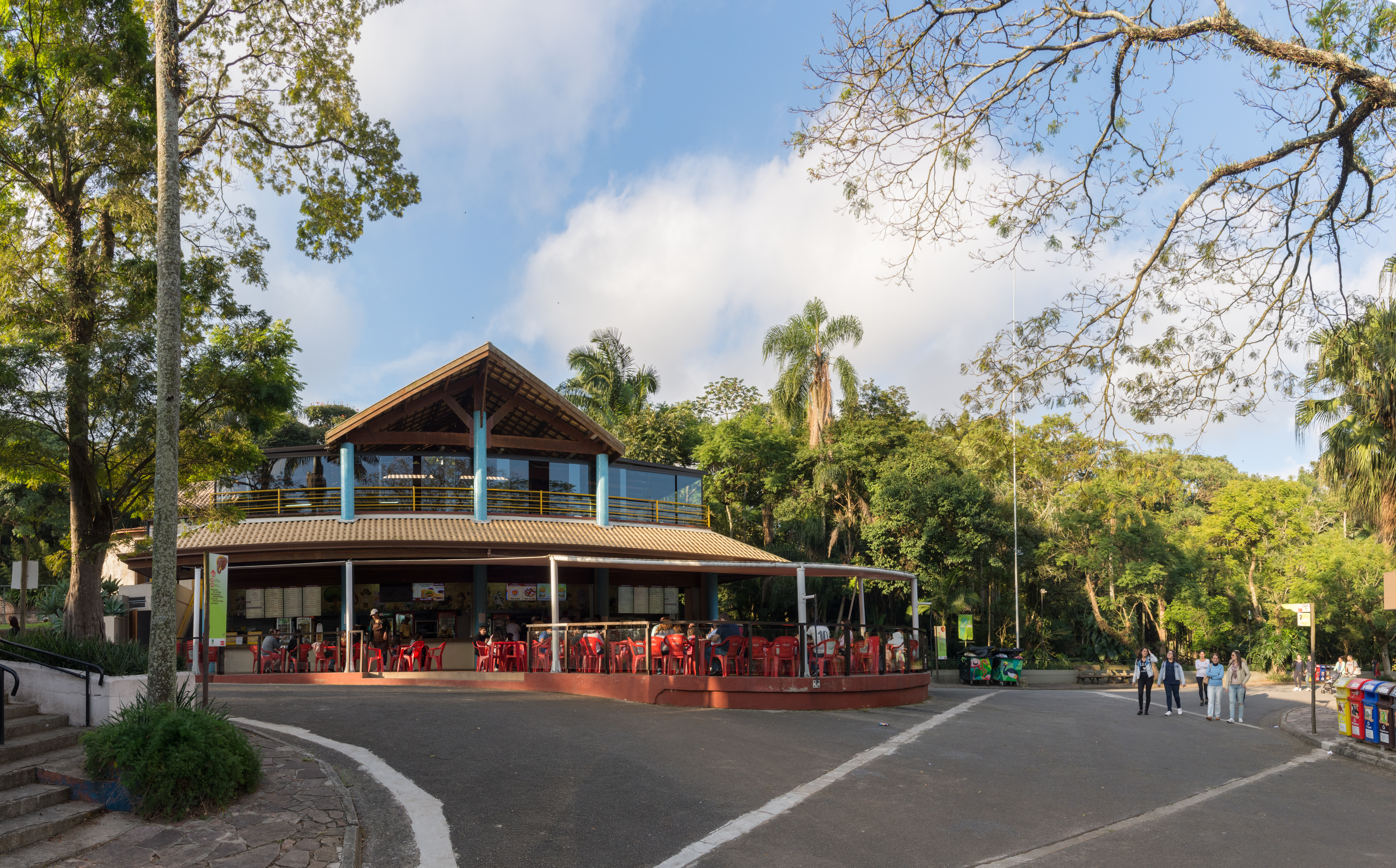
Área interna cerca de los restaurantes

Ocupando un área de 824.529 m², en su mayor parte cubierta por selva atlántica, el parque contiene las nacientes del histórico riacho Ipiranga cuyas aguas forman varios lagos que acogen ejemplares de aves de varias especies exóticas, nativas, además de aves migratorias.
Posee en exhibición más de 3.200 animales, de 102 especies de mamíferos, 216 especies de aves, 95 especies de reptiles, 15 especies de anfibios y 16 especies de invertebrados, en recintos de exposición y terrarios semejantes al hábitat natural. Son encontrados ejemplares de especies bastante raras, como: rinoceronte blanco, Guacamayo de Spix, Guacamayo de Lear, Tamarino León y otros.
El zoológico de São Paulo promueve al público una posibilidad de concientización sobre la variedad y diversidad de las formas de vida sobre la Tierra.
El Zoológico cuenta con varios servicios de infraestructura y atención a los visitantes, tales como:
- 3 restaurantes
- Estacionamiento para 2.000 vehículos
- Tienda de fotos
- Cambiadores de bebes
- Tiendas de recuerdos
- Paseos en Jardineras de los años 1930 originales y restauradas
- 4 complejos Sanitarios separados por sexo
- Sistema propio de seguridad
- Espacio Dom Pedro II, para realización de eventos

### Hacienda
Desde 1982, la Fundación mantiene una hacienda destinada tanto a la producción de alimentos para sus animales, como la creación de algunas especies en régimen semiamplio.
Esta hacienda está ubicada entre los municipios de Sorocaba, Araçoiaba da Serra y Salto de Pirapora, teniendo un área de 574 hectáreas. La producción anual de la hacienda es de cerca de 1.200 toneladas de alimentos, que son destinados a los más de 3.500 animales del parque, incluyendo la producción de heno y ensilaje para los meses secos.
Desde mediados de la década de 1990, la hacienda comenzó a recibir animales salvajes en recintos de gran dimensión y abundantes forrajes. Estos fueron factores determinantes para que fuese llevada a cabo la cría de especies como la Zebra Damara, Gran Kudu, Oryx y Cobo de Agua. Como el zoológico está situado en un parque sin condiciones de ampliar su área, la hacienda es la principal alternativa para la reproducción de estas especies.

## Investigaciones
El zoo tiene presencia marcada en el escenario científico, en especial en los temas referentes a problemas de la fauna brasileña. Realiza contactos técnico-científicos con otros centros de investigación, entre los cuales el Instituto Butantan, el Instituto Biológico de São Paulo y el Instituto Adolfo Lutz, así como a través de convenios ya firmados con la Universidad de São Paulo, Universidad Estadual "Júlio de Mesquita Filho" - UNESP, Universidad Federal de Campina Grande (PB), Universidad Estadual de Londrina (PR) y la Universidad Federal de Santa Maria (RS).
Posee un programa de calificación profesional de estudiantes e investigadores de las áreas de biología, veterinaria y zootecnia y además realiza programas de investigación científica y concientización ambiental de la población a través de sus visitantes.
También es referencia mundial en el área de alimentación y nutrición de animales silvestres cautivos, asegurando con esto un buen nivel de salud de los animales o el pleno ejercicio de su comportamiento natural y actividad reproductiva.

## Visitas
Con una visitación anual en torno a los 2 millones de personas, el zoo ofrece al público visitas guiadas, cursos para profesores, paseos nocturnos, presentaciones didácticas sobre los animales, entre otros aspectos de preservación del medio ambiente. En sus casi 50 años de existencia el Zoo ha recibido más de setenta millones de visitantes.

## La fundación
La Fundación Parque Zoológico de São Paulo obtuvo, en 1959, personalidad jurídica y autonomía administrativa, financiera y científica y es responsable de la administración del parque a través de los siguientes órganos:
- Consejo Superior;
- Consejo Orientador;
- Consejo Fiscal;
- Directorio.

En el año 2010, fueron definidos los objetivos de la Fundación Parque Zoológico de São Paulo:
- Mantener una población de animales vivos de todas las faunas, para educación y recreación del público, así como para investigaciones biológicas;

- Instalar en su área de cobertura una Estación Biológica, para investigaciones de fauna de la región e investigaciones relacionadas;

- Proporcionar facilidades para el trabajo de investigadores nacionales y extranjeros en el dominio de la Zoología, en su sentido más amplio, por medio de acuerdos, contratos o bolsas de estudio.

## Galería

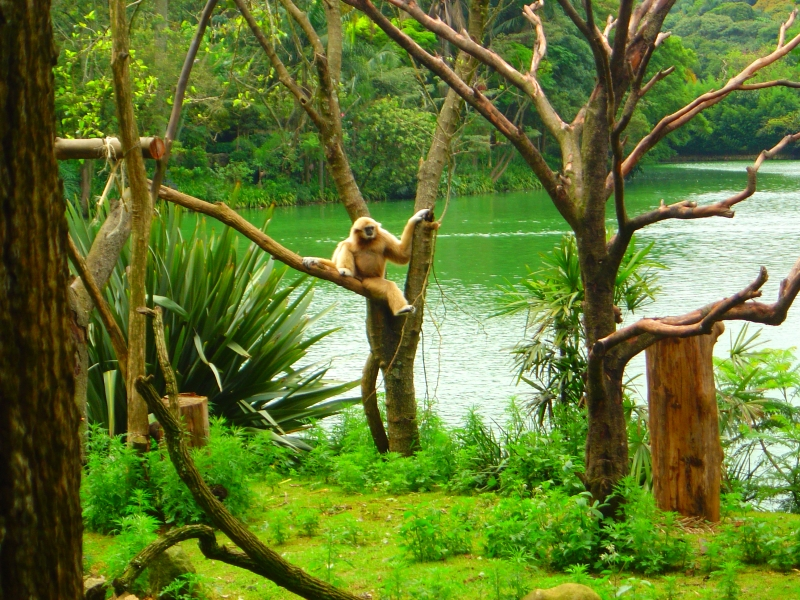
Área de los monos.
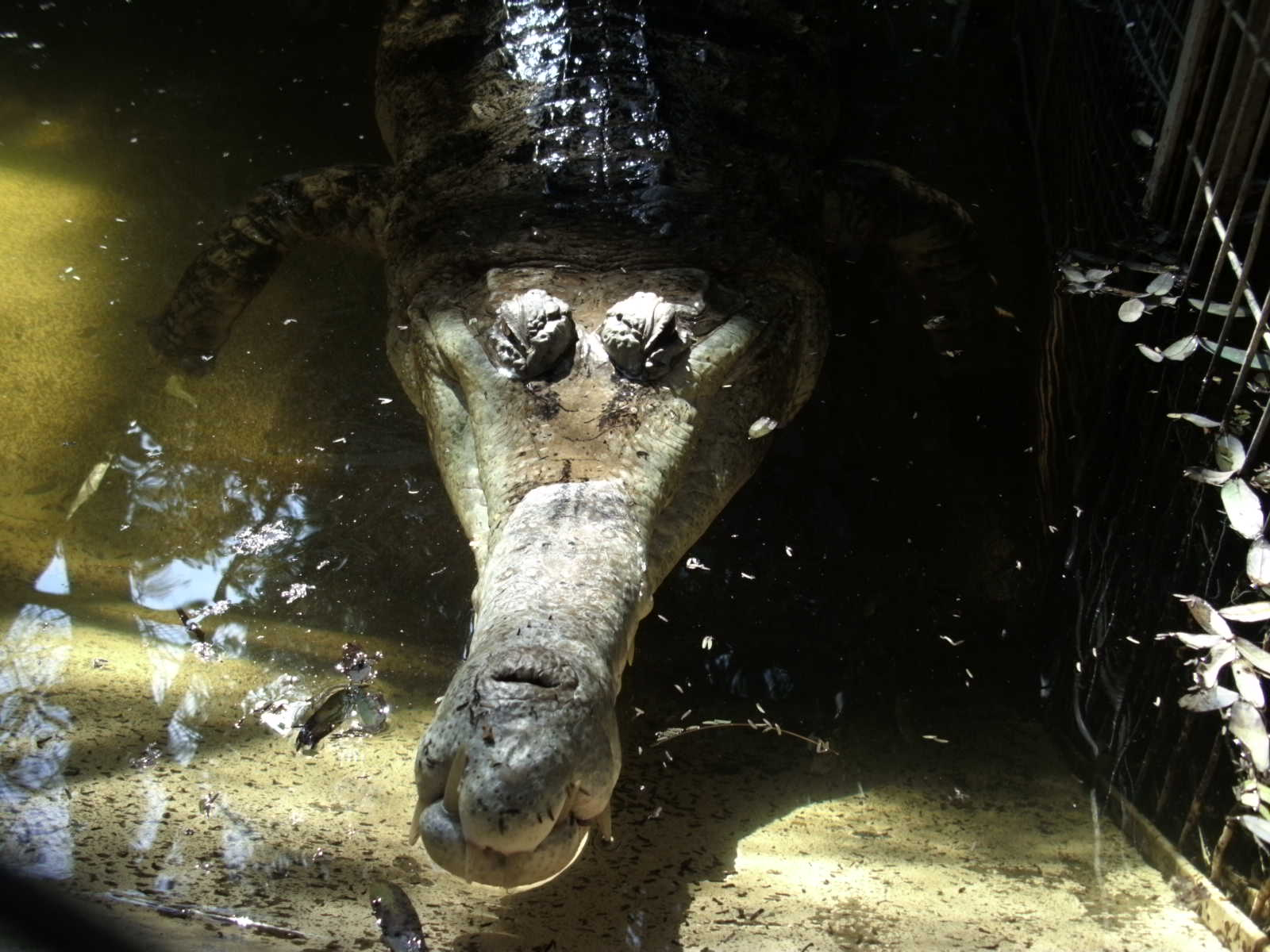
Gavial Malayo en conservación.
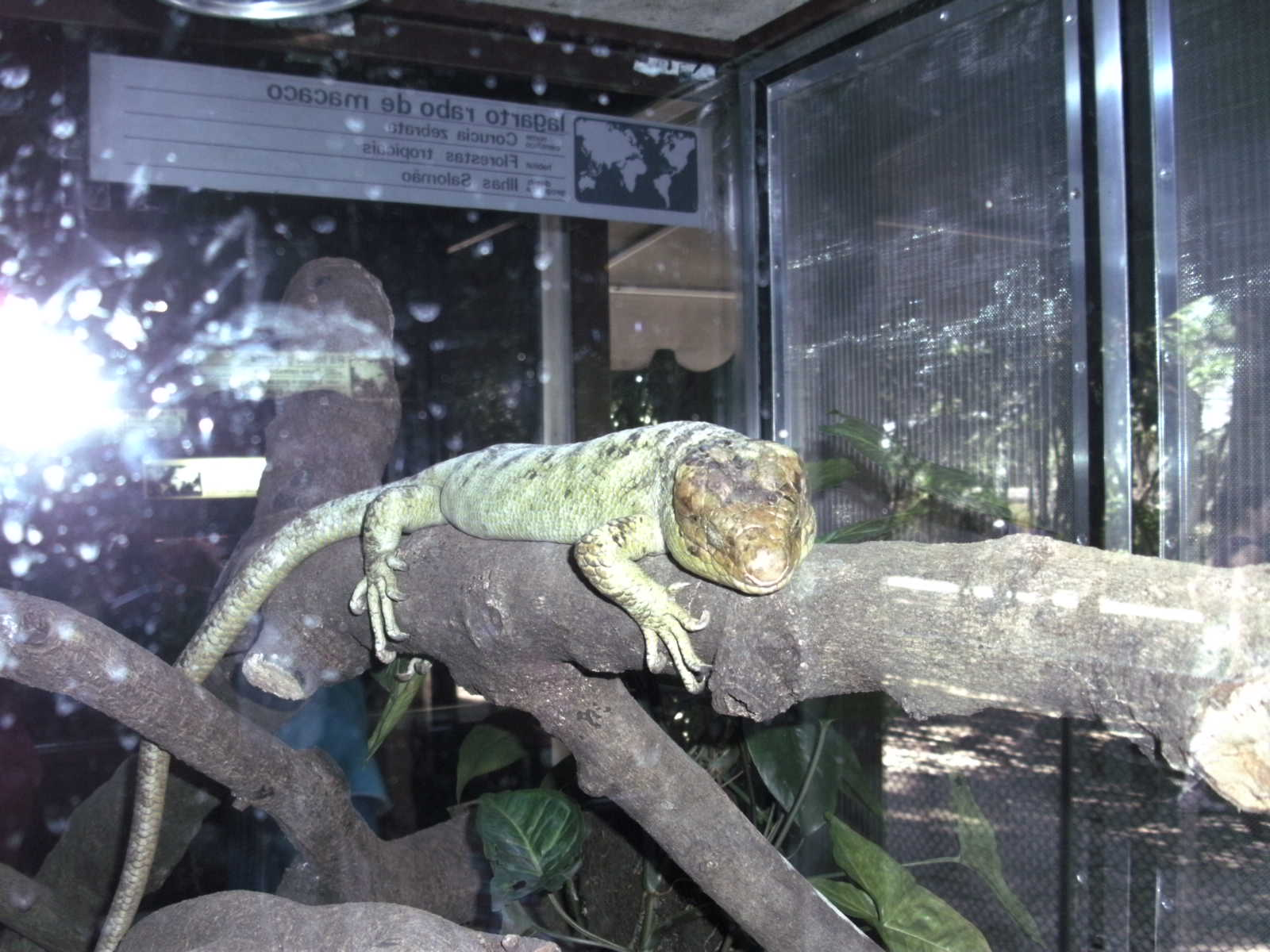
Lagarto rabo de mono.
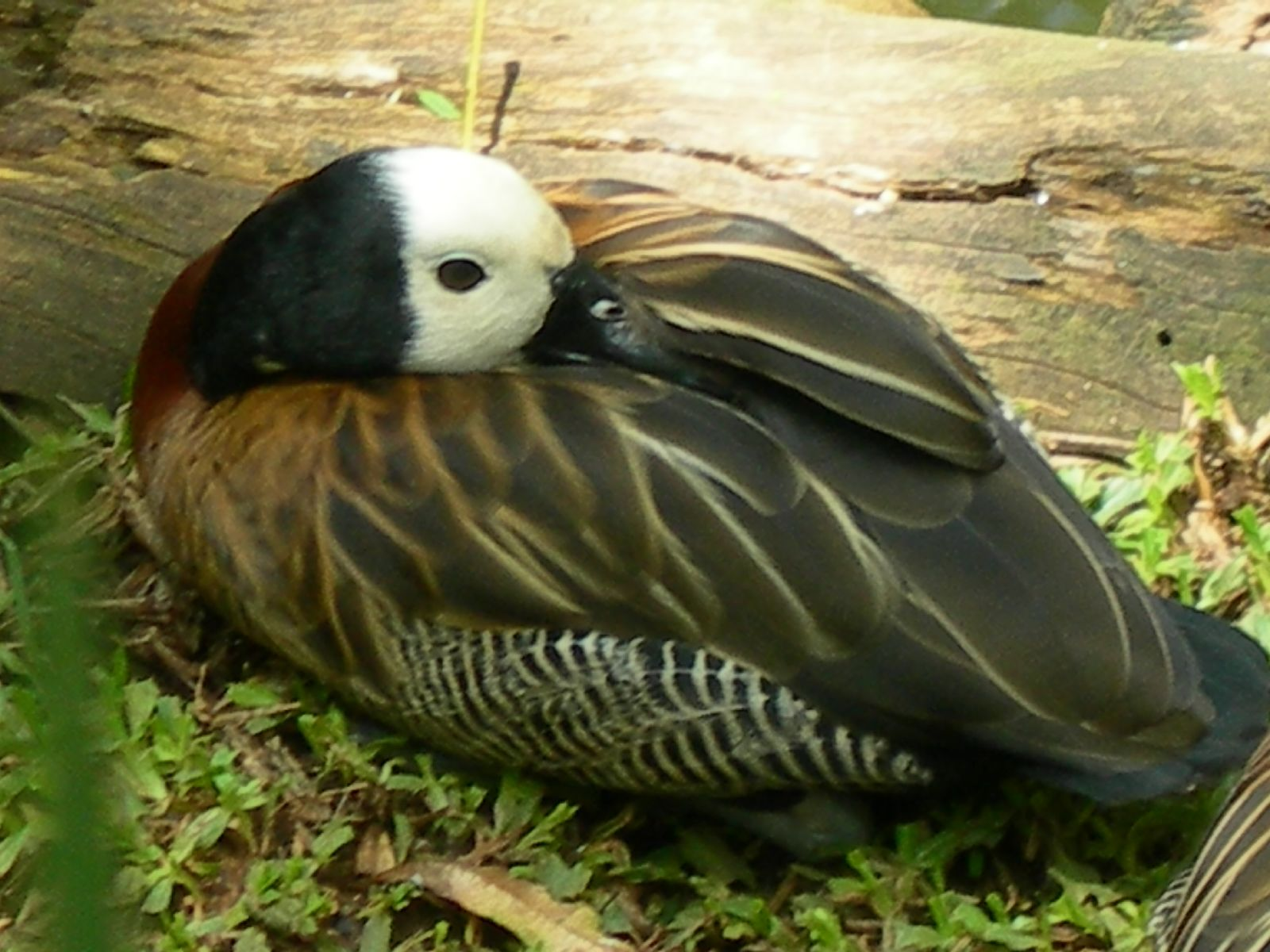
Especie Dendrocygna.
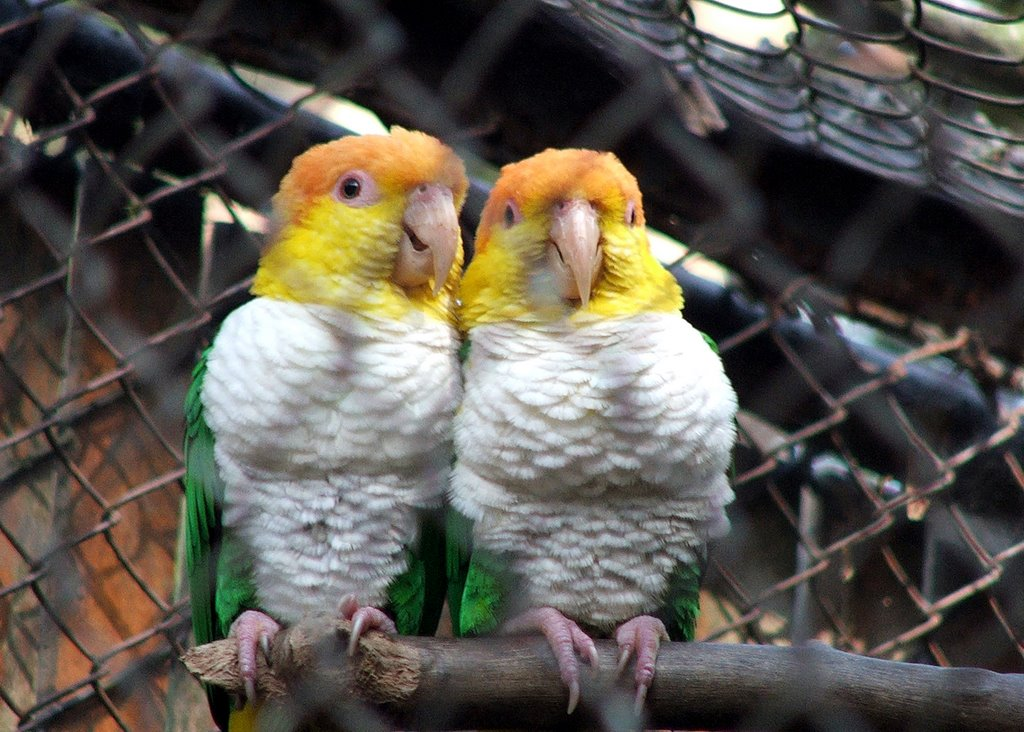
Pionites leucogaster.
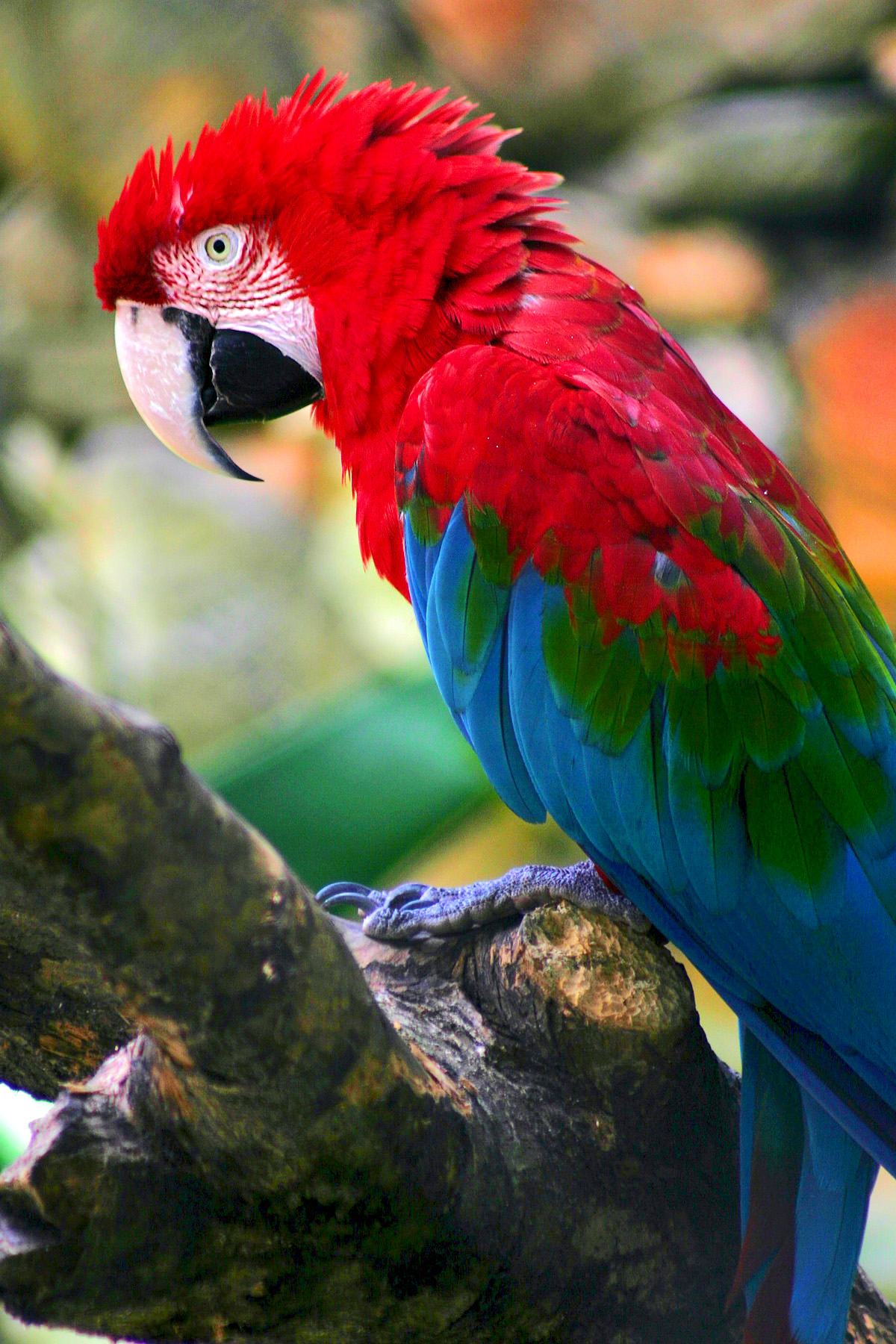
Especie de Guacamayo.
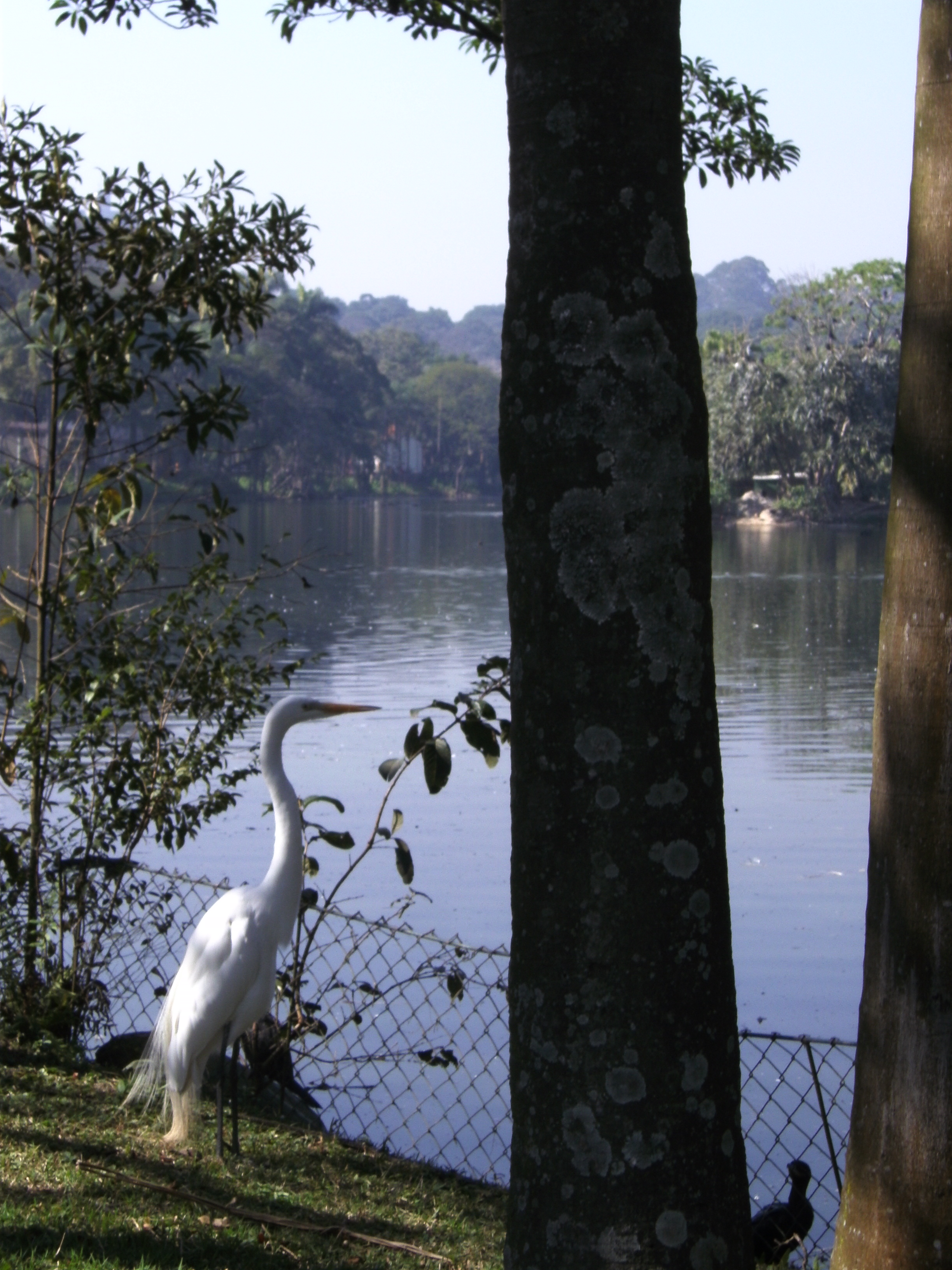
Garza Blanca o Garzeta Grande
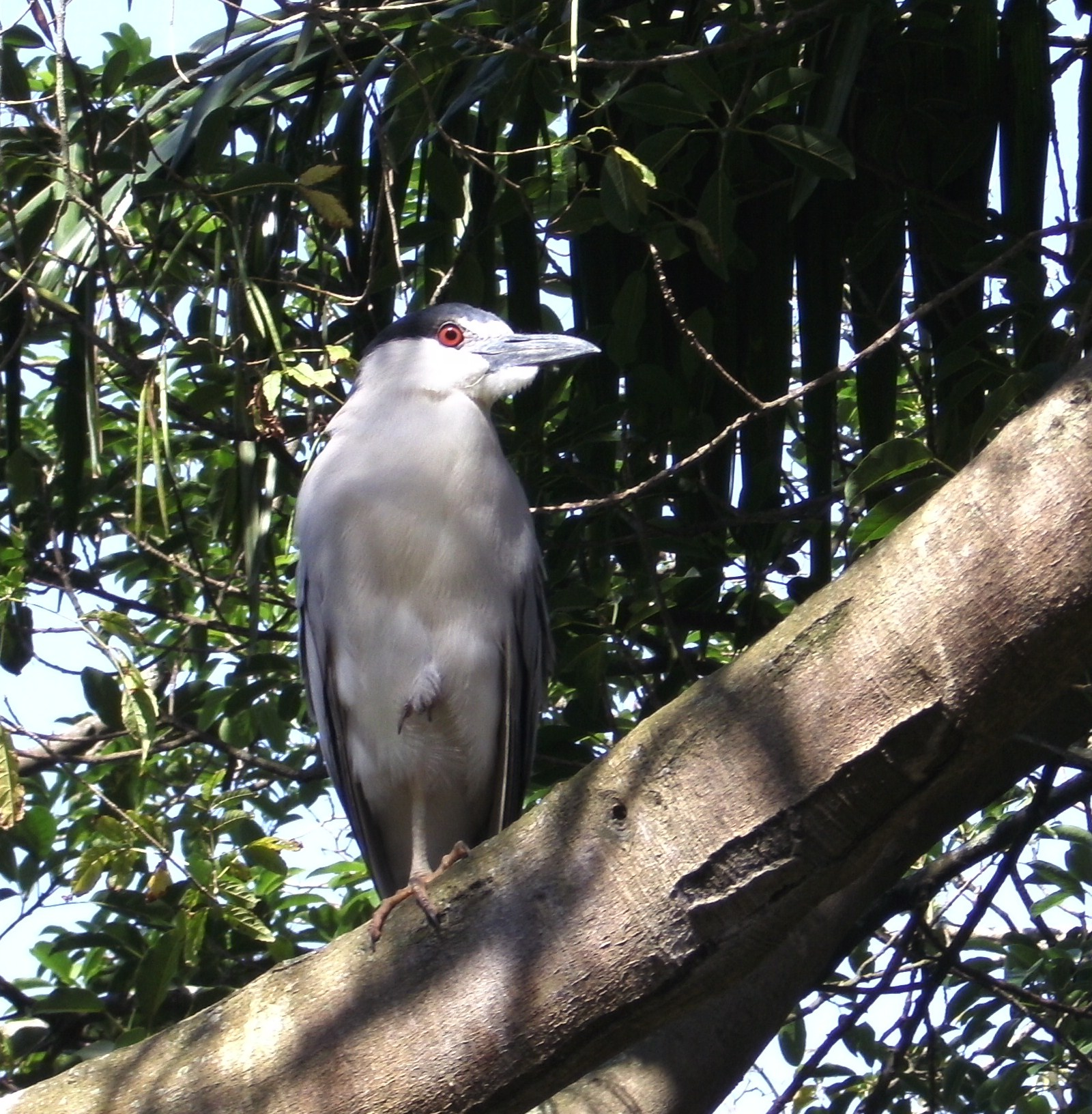
Nycticorax nycticorax
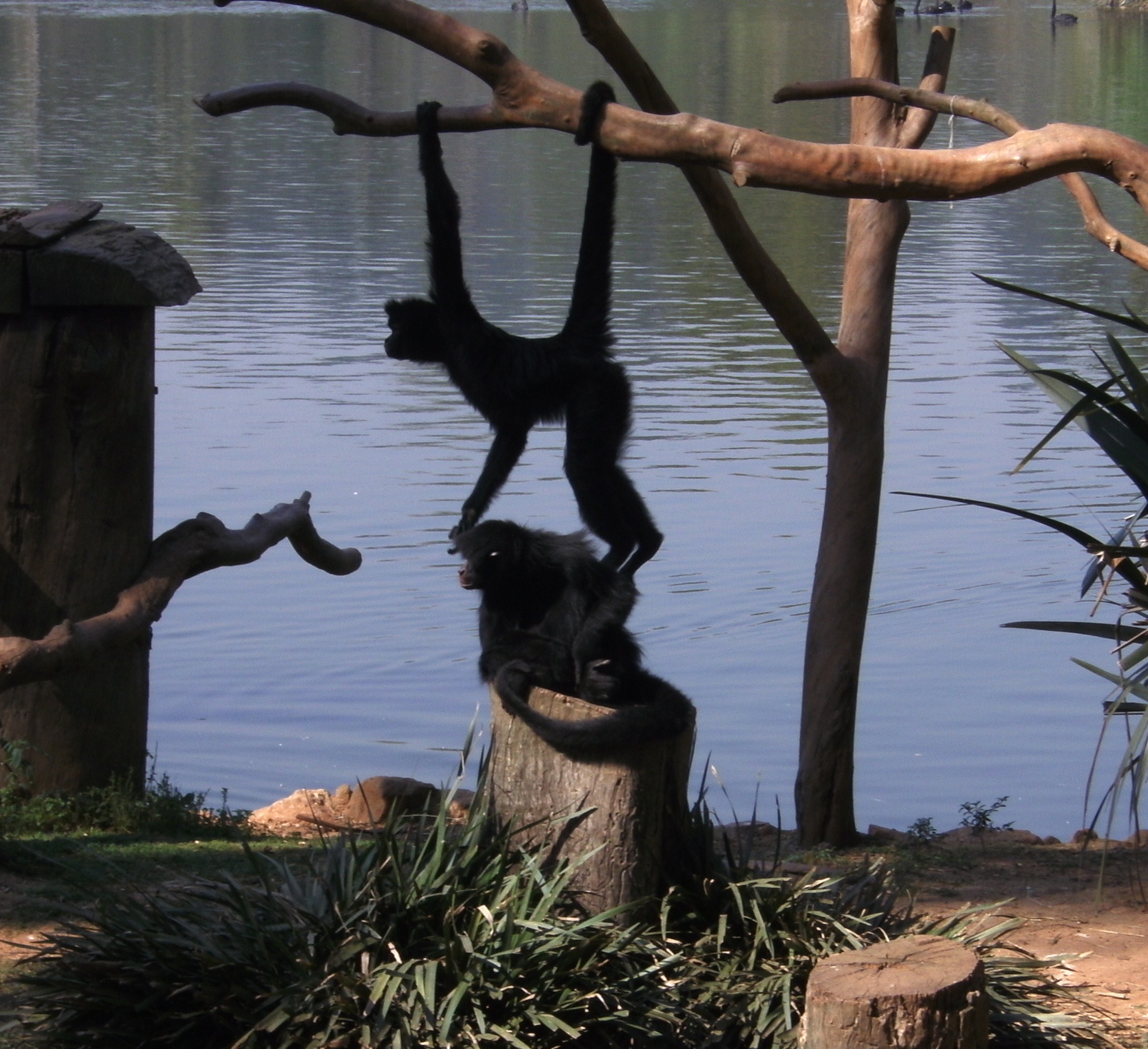
Mono araña